# Corrado Augias
Corrado Augias (ur. 26 stycznia 1935 w Rzymie) – włoski dziennikarz, pisarz i prezenter telewizyjny, poseł do Parlamentu Europejskiego IV kadencji.

## Życiorys
Z wykształcenia prawnik, początkowo pracował w bankowości. W latach 60. został zatrudniony w telewizji RAI, przeszedł następnie do dziennikarstwa prasowego. Jako korespondent z Nowego Jorku i Paryża pracował dla takich gazet jak „la Repubblica”, „l’Espresso” i „Panorama”. Prowadził także liczne programy telewizyjne (Telefono giallo, Babele, Enigma czy Le storie, diario italiano).
Zajął się również działalnością pisarską. Jest m.in. autorem sztuk teatralnych w tym Leopardi e l'Italia (2011), trylogii obejmującej Quel treno da Vienna (1981), Il fazzoletto azzurro (1983) i L'ultima primavera (1985), powieści Quella mattina di luglio (1995) oraz Il lato oscuro del cuore (2014), esejów I segreti di Parigi (1996), I segreti del Vaticano (2010), Il disagio della libertà (2012), I segreti d'Italia (2012), Tra Cesare e Dio (2014) i Le ultime diciotto ore di Gesù (2015).
W 1994 został wybrany na eurodeputowanego IV kadencji z ramienia Demokratycznej Partii Lewicy. Pracował m.in. w Kultury, Młodzieży, Edukacji i Środków Masowego Przekazu. W 1999 bez powodzenia ubiegał się o reelekcję z listy Demokratów Lewicy.
Odznaczony Orderem Zasługi Republiki Włoskiej w klasach Wielki Oficer (2002) i Kawaler Krzyża Wielkiego (2006).